# ブラム・タンキンク
ブラム・タンキンク（Bram Tankink、1978年12月3日 - ）は、オランダ、ハークスベルヘン出身の元自転車競技（ロードレース）選手。

## 来歴
ほとんど特筆すべき実績はないものの、チームには欠かせないドメスティックとして長年に亘り活動している。

### 2000年
- オランダ選手権 U23・個人ロードレース 優勝

### 2004年
- ジャパンカップサイクルロードレース 6位

### 2005年
- ドイツ・ツアー 区間1勝(第1)

### 2007年
- フロット・プライス・ジェフ・シェーレン 優勝

### 2011年
- バスク一周 スプリント賞

### 2018年
- 年末をもって引退